# Étienne Soulange-Bodin

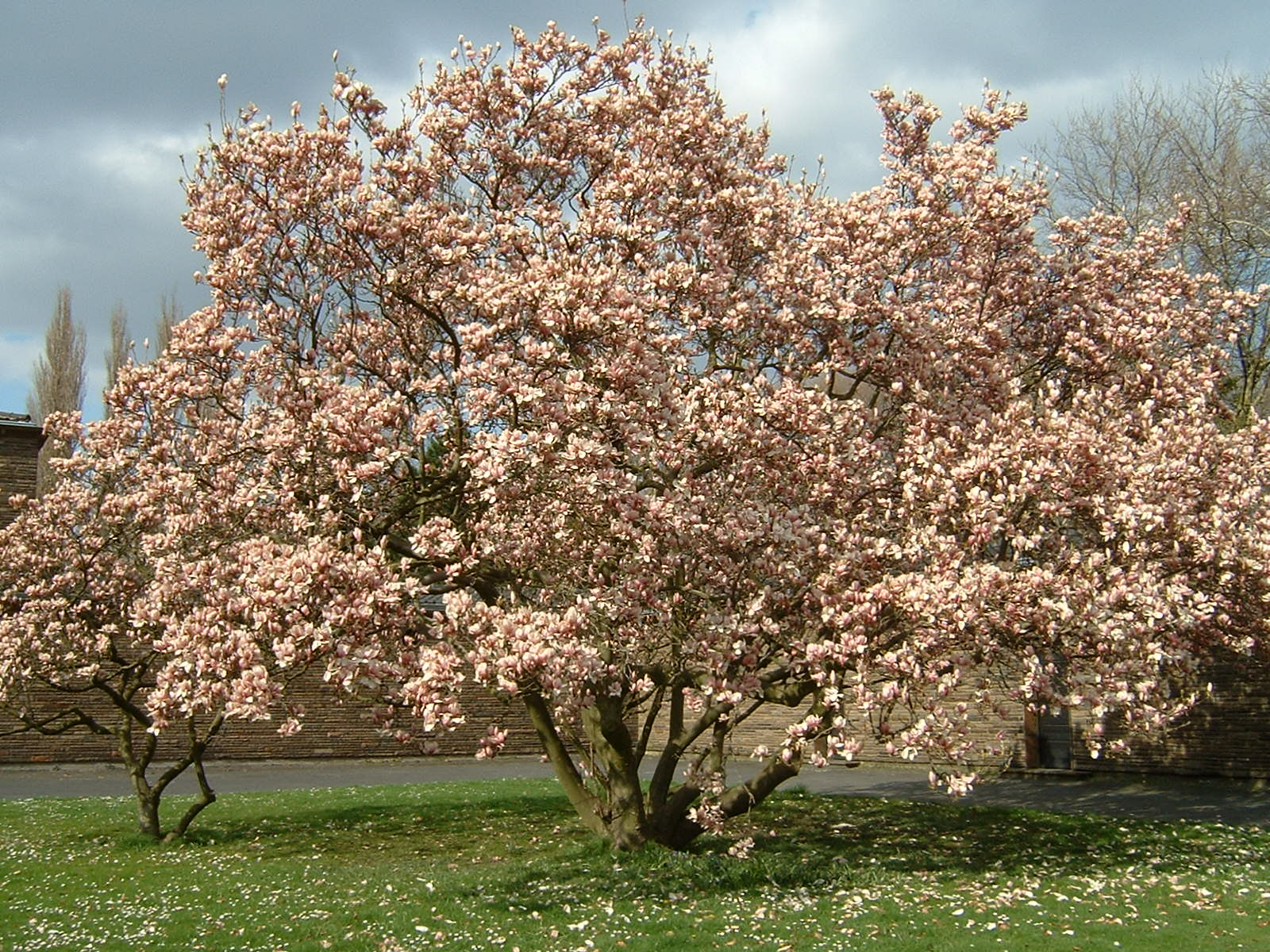
Magnolia Soulange’a

Étienne Soulange-Bodin (ur. 6 czerwca 1774 w Montrichard, Francja, zm. 23 lipca 1846 w Ris-Orangis) – francuski oficer, polityk, dyplomata i botanik. Założyciel Francuskiego Królewskiego Instytutu Ogrodniczego, który zajął się ogrodnictwem i w 1820 roku wyhodował krzyżówkę magnolii nagiej z magnolią purpurową zwaną obecnie magnolia Soulange’a (albo magnolia pośrednią).